# The First Templar
The First Templar — компьютерная игра в жанре action с элементами RPG, разработанная Haemimont Games. Игра была выпущена для PC и Xbox 360. Мировым издателем игры является Kalypso Media. Издателем и локализатором игры в России является компания Акелла. В России игра получила название The First Templar:
В поисках Святого Грааля и вышла только для PC.

## Сюжет
Конец XIII века — тяжёлое время для ордена тамплиеров. Основатели забыли данные ими же обеты, а былые соратники стали врагами. Против короля Филлиппа IV, святой инквизиции и сарацинов выступили французский рыцарь Селиан д’Аристид и объявленная инквизицией еретичкой Мари д’Ибелин. Им предстоит побывать в Кипре, Акре, в руинах Ашкелона и в Ла-Рошель.

## Отзывы
| Сводный рейтинг       | Сводный рейтинг           |
| Агрегатор             | Оценка                    |
| --------------------- | ------------------------- |
| GameRankings          | ПК: 58,00 % X360: 53,53 % |
| Иноязычные издания    |                           |
| Издание               | Оценка                    |
| IGN                   | 4/10                      |
| Русскоязычные издания |                           |
| Издание               | Оценка                    |
| Absolute Games        | 70 %                      |
| PlayGround.ru         | 7,8/10                    |
| «Игромания»           | 50 %                      |

Игра получила в основном негативные отзывы критиков. Критиковались невыразительный геймплей, плохая графика и плохая система боя, плохая анимация главных героев. В плюсы игры добавили динамичность системы боя и хорошо продуманный дизайн уровней. Absolute Games поставила 70 % (неплохо). А IGN поставила наоборот низкий балл — 4 балла из 10. StopGame поставила игре оценку похвально.